# Ciuperceni (gmina w okręgu Gorj)
Ciuperceni – gmina w Rumunii, w okręgu Gorj. Obejmuje miejscowości Boboiești, Ciuperceni, Peșteana-Vulcan, Priporu, Strâmba-Vulcan, Vârtopu i Zorzila. W 2011 roku liczyła 1596 mieszkańców.